# 오민석
오민석(吳珉錫, 1980년 4월 22일 ~ )은 대한민국의 배우이다.

## 학력
- 인헌초등학교(졸업)
- 방배중학교(졸업)
- 경희대학교 경영학과(졸업)

## 생애
중·고등학교는 캐나다에서 나왔고 대학교는 한국에서 경희대학교를 다녔다.

## 연기 활동

### 드라마
- 2006년 SBS 금요드라마 《나도야 간다》 ... 광수 역
- 2006년 SBS 아침연속극 《사랑도 미움도》 ... 박승표 역
- 2007년 SBS 금요드라마 《아들찾아 삼만리》 ... 강승호 역
- 2010년 MBC 드라마넷 조선 과학수사대 《별순검 시즌 3》 ... 차건우 역
- 2011년 KBS2 아침드라마 《두근두근 달콤》 ... 정도형 역
- 2011년 ~ 2012년 OCN 금요드라마 《특수사건 전담반 TEN 시즌 1》 ... 김선우 역 (우정출연)
- 2012년 MBC 수목드라마 《아이두 아이두》 ... 제이크 한 역
- 2012년 MBC 금요 판타지시트콤 《천 번째 남자》
- 2012년 MBC 추석특집극 《못난이 송편》 ... 오태수 역
- 2013년 tvN 월화드라마 《나인: 아홉 번의 시간여행》 ... 강서준 역
- 2013년 MBC 수목드라마 《메디컬 탑팀》 ... 홍 실장 역
- 2014년 OCN 일요드라마 《귀신 보는 형사 처용》 ... 강한태 역
- 2014년 SBS 월화드라마 《신의 선물 - 14일》 ... 윤재한 역
- 2014년 KBS2 수목드라마 《조선 총잡이》 ... 민영익 역
- 2014년 tvN 금토드라마 《미생》 ... 강해준 역
- 2015년 tvN 금요드라마 《미생물》 ... 강해준 대리 역
- 2015년 MBC 수목드라마 《킬미힐미》 ... 차기준 역
- 2015년 KBS2 주말연속극 《부탁해요, 엄마》 ... 이형규 역
- 2016년 KBS2 일일드라마 《여자의 비밀》 ... 유강우 역
- 2017년 MBC 월화드라마 《왕은 사랑한다》 ... 송인 역
- 2018년 JTBC 월화드라마 《그냥 사랑하는 사이》
- 2018년 KBS2 수목드라마 《추리의 여왕 2》 ... 계성우 팀장 역
- 2019년 KBS2 주말드라마 《사랑은 뷰티풀 인생은 원더풀》 ... 도진우 역
- 2020년 KBS2 수목드라마 《바람피면 죽는다》 ... 마동균 역
- 2020년 KBS2 단막극 《KBS 드라마 스페셜 - 일의 기쁨과 슬픔》 ... 데이빗 / 박대식 역
- 2022년 티빙 금요드라마 《돼지의 왕》 ... 강민 역
- 2022년 KBS2 주말드라마 《현재는 아름다워》 ... 이윤재 / 송윤재 역
- 2022년 KBS2 수목드라마 《법대로 사랑하라》 ... 백건만 역
- 2024년 JTBC 수목드라마 《끝내주는 해결사》 ... 노율성 역

### 영화
- 2006년 《열혈남아》 ... 회갑연 반주 역
- 2007년 《일편단심 양다리》 ... 민성 역
- 2009년 《헬로우 마이 러브》 ... 유원재 역
- 2011년 《7광구》 ... 윤현우 역
- 2011년 《창피해》 ... 강지우를 좋아하는 남자 역
- 2012년 《그녀가 부른다》 ... 경호 역
- 2013년 《한번도 안해본 여자》 ... 강기태 역
- 2015년 《연애의 맛》 ... 에필로그 훈남 역 (특별출연)
- 2016년 《로드킬》 ... 민철 역
- 2016년 《특별수사: 사형수의 편지》 ... 차 교위 역
- 2019년 《진범》 ... 김준성 역
- 2022년 《리미트》 ... 이철우 역 (특별출연)

### 클래식
- 2016년 《앙상블 공감재능 기부 프로젝트 1 사랑의 콘서트》

## 예능
- 2015년 MBC 《우리 결혼했어요 시즌 4》
- 2016년 KBS2 《수상한 휴가》
- 2017년 MBC 《복면가왕》 노래학교 이과천재 아인슈타인 (참가자)
- 2017년 OLIVE 《원나잇 푸드트립》
- 2020년 SBS 《미운 우리 새끼》 (게스트 출연)
- 2021년 SBS 《미운 우리 새끼》 (게스트 출연)
- 2022년 SBS 《미운 우리 새끼》 (게스트 출연)
- 2024년 SBS 《신발 벗고 돌싱포맨》 (게스트 출연)

## 앨범
- 2015년 《오예(Oh Yeah)》 오민석

## 광고
- 2006년 해태음료 다원녹차
- 2006년 카스맥주
- 2006년 LG텔레콤
- 2009년 한국닌텐도
- 2015년 SBI 저축은행
- 2015년 프로스펙스

## 홍보대사
- 2011년 제5회 공주 신상옥 청년 영화제 홍보대사

## 수상 및 후보
| 연도 | 시상식                   | 부문                           | 작품                                 | 결과 |
| ---- | ------------------------ | ------------------------------ | ------------------------------------ | ---- |
| 2006 | SBS 연기대상             | 뉴스타상                       | 사랑도 미움도                        | 수상 |
| 2015 | KBS 연기대상             | 남자 조연상                    | 부탁해요, 엄마                       | 후보 |
| 2016 | KBS 연기대상             | 일일극부문 남자 우수연기상     | 여자의 비밀                          | 수상 |
| 2017 | MBC 연기대상             | 월화극부문 남자 우수연기상     | 왕은 사랑한다                        | 후보 |
| 2019 | KBS 연기대상             | 장편드라마부문 남자 우수연기상 | 사랑은 뷰티풀 인생은 원더풀          | 수상 |
| 2020 | SBS 연예대상             | 남자 신인상                    | 미운 우리 새끼                       | 수상 |
| 2020 | KBS 연기대상             | 남자 연작단막극상              | KBS 드라마 스페셜 - 일의 기쁨과 슬픔 | 후보 |
| 2022 | 제8회 에이판 스타 어워즈 | 연속극부문 남자 우수연기상     | 현재는 아름다워                      | 후보 |
| 2022 | KBS 연기대상             | 남자 조연상                    | 현재는 아름다워                      | 후보 |